# Ann Vanheste
Ann Vanheste (Veurne, 5 maart 1969) is een voormalig Belgisch politica voor Vooruit. Ze was burgemeester van De Panne.

## Levensloop
Ze werd geboren in een politieke familie uit Adinkerke, haar vader Willy Vanheste was lange tijd burgemeester van De Panne en haar moeder Jacqueline Vanheste-Clauw werd actief als gemeenteraadslid. Ann Vanheste behaalde een diploma in boekhouden en informatica en werd meewerkende echtgenote in de fietsenzaak die haar echtgenoot in 1991 overnam van haar vader. In juli 2019 opende Vanheste schoonheidssalon Face and Feet.

### Lokale politiek in De Panne
Ann Vanheste trad in de politieke voetsporen van haar ouders en was van 2005 tot 2012 OCMW-raadslid van De Panne. Van 2009 tot 2010 was ze OCMW-voorzitter. Bij de verkiezingen van oktober 2012 voerde ze de lijst De Panne Adinkerke Samen (DAS) aan. De lijst behaalde 36,3% van de stemmen, goed voor 9 van de 21 gemeenteraadszetels en Vanheste kreeg 1.716 voorkeurstemmen. Het kwam tot een coalitie met CD&V Plus en begin 2013 werd Vanheste burgemeester van de gemeente.
Tijdens haar mandaat als burgemeester ontwierp ze samen met schepen Bram Degrieck en de Hasseltse firma CreoSum een GRUP Zeepark dat voorzag in de bouw van 250 à 275 vakantieverblijven, 250 parkings, een hotel en een beachclub in de duinen. Dit GRUP werd in de gemeenteraad van oktober 2016 goedgekeurd.
Bij de gemeenteraadsverkiezingen van oktober 2018 behaalde haar Lijst van de Burgemeester 39 procent van de stemmen. De Lijst van de Burgemeester werd echter buiten de coalitiebesprekingen gehouden en Vanheste belandde als gemeenteraadslid in de oppositie. Vervolgens kwam er een gemeentebestuur bestaande uit ACTIE, Het PLAN-B en N-VA, met Bram Degrieck (Het PLAN-B) als burgemeester.
Nadat het gemeentebestuur de steun van N-VA-schepen Cindy Verbrugge en de onafhankelijke voorzitter van de gemeenteraad Marc Hauspie had verloren, diende Vanhestes Lijst van de Burgemeester samen met Verbrugge en Hauspie een constructieve motie van wantrouwen in tegen het gemeentebestuur, die op 24 augustus 2021 werd aangenomen in de gemeenteraad. Hierdoor werd Vanheste opnieuw burgemeester. Deze machtswissel veroorzaakte heel wat ophef, waarbij bedreigingen werden geuit aan het adres van de politici die de installatie van het nieuwe gemeentebestuur hadden mogelijk gemaakt. Als gevolg hiervan nam Hauspie ontslag uit de gemeenteraad van De Panne en toen op 31 augustus een stemming werd gehouden om de motie van wantrouwen tegen het gemeentebestuur van Degrieck in te trekken, stemden enkele gemeenteraadsleden van de Lijst van de Burgemeester voor intrekking van de motie, waardoor het nieuwe gemeentebestuur van Vanheste haar meerderheid verloor en Degrieck na een week opnieuw burgemeester werd. Vervolgens besliste Vanheste om ontslag te nemen als gemeenteraadslid.

### Kamerlid
In juni 2010 werd Vanheste voor de sp.a verkozen tot lid van de Kamer van volksvertegenwoordigers. Ze zetelde in de Kamer tot in december 2017 en nam toen ontslag uit de Kamer om meer tijd vrij te maken voor haar burgemeesterschap en haar gezin. Als Kamerlid was Vanheste lid van de commissies Bedrijfsleven en Handelsrecht en zette ze zich vooral in voor de belangen van kleine zelfstandigen. Daarnaast diende ze wetsvoorstellen in over de onafhankelijkheid van medische experts na ongevallen en een beter statuut voor jobstudenten en zelfstandige studenten.